# زبابة تروبريدجية
زبابة تروبريدجية[بحاجة لمصدر] (الاسم العلمي: Sorex trowbridgii) (بالإنجليزية: Trowbridge's Shrew)‏ هي نوع من الحيوانات يتبع جنس الزبابة من الفصيلة الزبابات.